# Musica della Namibia
La musica della Namibia comprende diversi generi di musica tradizionale (corrispondenti alle diverse etnie del paese). La musica pop della Namibia è rappresentata da un ristretto numero di artisti, che si rifanno principalmente al pop occidentale, al rock and roll, al reggae, al jazz e allo hip hop.

## Musica tradizionale
La Namibia è abitata da un insieme relativamente modesto di gruppi etnici, principalmente di ceppo bantu o khoisan. Ognuna di queste etnie ha le proprie musiche e le proprie danze tradizionali, spesso associate a particolari eventi della vita della comunità; cambiano anche gli strumenti musicali impiegati (per esempio i Nama utilizzano diversi tipi di cordofoni sconosciuti alle altre tradizioni). Molti generi musicali indigeni della Namibia sono rappresentati al Festival delle Arti di Caprivi.

## Musica moderna
L'industria della musica in Namibia è molto poco sviluppata. Il NASCAM (la società degli autori ed editori della Namibia) sta da tempo cercando di promuovere la produzione di musica locale, ma tuttora mancano etichette discografiche di rilievo. Tentativi di promozione della musica namibiana sono stati fatti anche dai promotori dei due principali premi musicali annuali del paese, il Sanlam-NBC Music Awards e il Namibia Music Awards.
Fra i generi musicali pop più diffusi in Namibia si devono citare lo hip hop e il kwaito, un genere di provenienza sudafricana. Gli artisti namibiani più celebri sono il chitarrista Ngatu e Jackson Kaujeua e il suo gruppo musicale, i Black Diamond. Die Vögel è un gruppo di rock and roll che ebbe molto successo negli anni settanta presso il pubblico di lingua tedesca.
Una figura di spicco nel panorama dell'industria musicale namibiana, e uno dei pochi artisti namibiani che godano di una certa visibilità internazionale, è il cantante reggae Ras Sheehama. Il suo ultimo album Travelling On è stato pubblicato in numerosi paesi, soprattutto nell'est europeo e il singolo Namibia è stato trasmesso da diverse radio europee.
Fra i musicisti emersi in tempi recenti si possono citare il cantante rhythm'n'blues Jossy Joss, i rapper Faizel MC (fondatore dell'etichetta Rapsody Entertainment), Killa B, The Dogg (fondatore della Mshasho Records), Bone Chuck, Legg-Ghetto e Gazza (fondatore della Gazza Music Production). The Dogg è noto anche per aver lanciato Sunny Boy, un altro artista giovane di buon successo, e per aver creato un proprio sottogenere musicale, derivato dall'unione di hip hop e kwaito, detto HiKwa.

## Bibliografica
- Nicholas M. England (1995). Music Among the Zu' Wa-Si and Related Peoples of Namibia, Botswana, and Angola. Garland. ISBN 0-8240-2986-0
- Mans Minette (2004). Music as Instrument of Diversity and Unity: Notes on a Namibian Landscape. Nordic Africa Institute. ISBN 91-7106-510-5
- David G. Hebert (2006). Teaching Music and Dance of Namibia: A Review Essay. International Journal of Education and the Arts. ISSN 1529-8094. Accessibile anche online alla URL